# Dee Notte Fonda
Dee Notte Fonda è stata una trasmissione radiofonica in onda dall'8 gennaio 2014 al 26 giugno 2015 su Radio Deejay. Condotta da Mauro Corvino e Andrea Tuzio (conosciuti come Mauro e Andrea), si tratta della prima trasmissione interamente notturna dell'emittente di Via Massena, in onda ogni notte, dal lunedì al venerdì, dall'1 alle 4.

## La trasmissione
L'obiettivo della trasmissione è quello di tener compagnia alla nutrita schiera di lavoratori e studenti notturni, nonché gli italiani all'estero, da sempre orfani delle dirette di Radio Deejay, che fino a quel momento aveva trasmesso delle repliche notturne. Della durata di tre ore, la trasmissione è caratterizzata da un clima particolarmente intimo e dalla particolare selezione musicale che alterna la musica del momento a successi del passato che solitamente non trovano spazio nel palinsesto giornaliero dell'emittente.
Un'altra particolarità della trasmissione è la gestione tecnica: è infatti l'unico programma in cui la regia e la parte redazionale vengono gestite dagli speaker.
Nel giugno 2015, i conduttori annunciano che la trasmissione non sarebbe stata riproposta nella stagione successiva, e per questo motivo hanno interrotto la loro collaborazione con Radio Deejay.